# خجندیان
خُجَندیان یا آل خجند دودمانی از دانشمندان و پاسداران ادب و فرهنگ ایرانی در سده‌های سده ۵، سده ۶ و سده ۷ هجری قمری هستند. اینها که پیشوای شافعیان اصفهان بودند و بیشتر اداره شهر را نیز در دست داشتند، در یکی از دو محله بزرگ اصفهان آن روزگار به نام دردشت می‌زیستند. چون از خجند برخاسته بودند، آل خجند خوانده می‌شدند و گویا به سبب صدارت شافعیان اصفهان همگی نام‌دار به صدر خجندی بودند. ریشه آنها به  مهلب بن ابی صفره، سردار پرآوازه عرب در روزگار امویان می‌رسد. نام‌داری این دودمان بیشتر به خاطر پشتیبانی آنها از دانشمندان و سخنوران و رونق دادن به دانش، ادب و فرهنگ بوده است.

## اصفهان
آل خجند در آبادانی اصفهان سهم بزرگی داشته‌اند. برخی از آنها بر این پایه‌اند:
- بنیاد مسجد جامع (سده ۵)
- مناره چهل دختران (۵۰۰)
- مسجد و مناره غار (۵۱۵)
- سین (۵۲۶)
- علی اصفهان گز، ساربان (۵۵۰-۵۲۵)

آل خجند در اصفهان کتابخانه بزرگی بنا نهادند که به روی همگان گشوده بود. این کتابخانه در ۵۴۲ق به آتش کشیده شد.
در اصفهان خیابانی به نام آل خجند نام گذاری شده است.

## نام‌داران
افراد برجسته این خاندان به این گونه‌اند:
- ابوبکر محمد بن ثابت خجندی
- صدرالدین ابوکر محمد
- جمالالدین محمود بن عبدالطیف بن محمد
- شرف‌الاسلام صدرالدین ابوقاسم عبداللطیف بن صدرالدین ابوبکر
- ابو ابراهیم عبیدالله خجندی
- جمال‌الدین محمد خجندی
- صدرالدین محمد خجندی
- صدرالدین عمر خجندی
- شهاب‌الدین خجندی
- عضداالدین خجندی